# Bakaniuk
Bakaniuk – wieś w Polsce, położona w województwie podlaskim, w powiecie suwalskim, w gminie Raczki. Leży nad Szczeberką.
Przez miejscowość przebiega droga wojewódzka nr 655.
| SIMC    | Nazwa      | Rodzaj    |
| ------- | ---------- | --------- |
| 1013335 | Doły       | część wsi |
| 1013364 | Góry       | część wsi |
| 1013559 | Nad Szosą  | część wsi |
| 0766446 | Poddubówek | część wsi |
| 1013654 | Podlesie   | część wsi |
| 1013750 | Za Rzeką   | część wsi |

W latach 1975–1998 miejscowość administracyjnie należała do województwa suwalskiego.